# Emlyon Business School
Emlyon Business School Cơ sở giáo dục đại học Châu Âu đào tạo sau đại học trong lĩnh vực khoa học kinh doanh. Nó có năm cơ sở ở Paris, Lyon, Saint-Étienne, Casablanca và Thượng Hải. với việc thành lập trường vào năm 1872.
Năm 2014, Emlyon được Financial Times xếp hạng trong số 14 trường kinh doanh hàng đầu châu Âu. Năm 2015, chương trình Thạc sĩ Quản lý được xếp hạng thứ ba mươi trong bảng xếp hạng thế giới của Financial Times. Chương trình MBA điều hành của tổ chức được xếp hạng 68.
Các chương trình của trường được AMBA, EQUIS và AACSB công nhận ba lần. Những sinh viên tốt nghiệp nổi tiếng nhất của trường bao gồm những nhân vật nổi tiếng như Jean-Pascal Tricoire (Giám đốc điều hành của Schneider Electric), Stéphane Bern (phóng viên) và Gwendal Peizerat (vũ công trên băng người Pháp).

## Sinh viên tốt nghiệp nổi tiếng
- Jacques Teyssier, một công dân Pháp và Đức